# Klumpit (Tlogowungu)
Klumpit is een bestuurslaag in het regentschap Pati van de provincie Midden-Java, Indonesië. Klumpit telt 976 inwoners (volkstelling 2010).